# 3-й Прибалтійський фронт
3-й Прибалті́йський фронт — оперативно-стратегічне об'єднання радянських військ, що перебувало у складі діючої армії в період з 18 квітня до 16 жовтня 1944 року за часів Другої світової війни.

## Історія
3-й Прибалтійський фронт сформований 21 квітня 1944 року на північно-західному напрямку радянсько-німецького фронту шляхом поділу Ленінградського фронту на підставі директиви Ставки ВГК 18 квітня 1944 року у складі 42-ї, 54-ї, 67-ї армій і 14-ї повітряної армії. Надалі до його складу в різний час входили також 1-ша ударна і 61-ша загальновійськова армія, 10-й танковий корпус. Польове управління фронту було створено на базі польового управління 20-ї армії.
17-31 липня 1944 війська фронту провели Псковско-Островську операцію, прорвали сильно укріплений рубіж противника «Пантера», розгромили велике угруповання його військ і просунулися в західному напрямку на 50-130 км. У період 10 серпня — 6 вересня 1944 року під час проведення Тартуської операції були здобуті міста Тарту (25 серпня), Виру, Гулбене, і війська фронту, просунувшись на 100 км, зайняли вигідне положення для удару у фланг і тил Нарвського угруповання противника і наступу до Ризької затоки.
У вересні-жовтні 1944 року в ході Ризької операції війська фронту у взаємодії з військами 2-го і 1-го Прибалтійських фронтів завдали поразки основним силам німецьких 16-ї і 18-ї польових армій.
16 жовтня 1944 року на підставі директиви Ставки ВГК від 16 жовтня 1944 року фронт був розформований, а його польове управління з фронтовими частинами і установами та 54-ю армією вивели до резерву Ставки ВГК. Решта війська, що знаходилися в той час у складі фронту, були передані Ленінградському (67-ма армія) фронту, 1-му (61-ша армія) і 2-му (1-ша ударна і 14-та повітряна армії) Прибалтійським фронтам.

## Командувачі
- генерал-полковник, з 28 липня 1944 — генерал армії, Масленников І. І. (18 квітня — 16 жовтня 1944).

## Військові формування у складі фронту

### На час формування фронту
- Армії:
  - 42-га армія
  - 54-та армія
  - 67-ма армія
  - 14-та повітряна армія

### Входили у різний час до сил фронту
- Армії:
  - 1-ша ударна армія
  - 61-ша армія